# Levhart Diardův

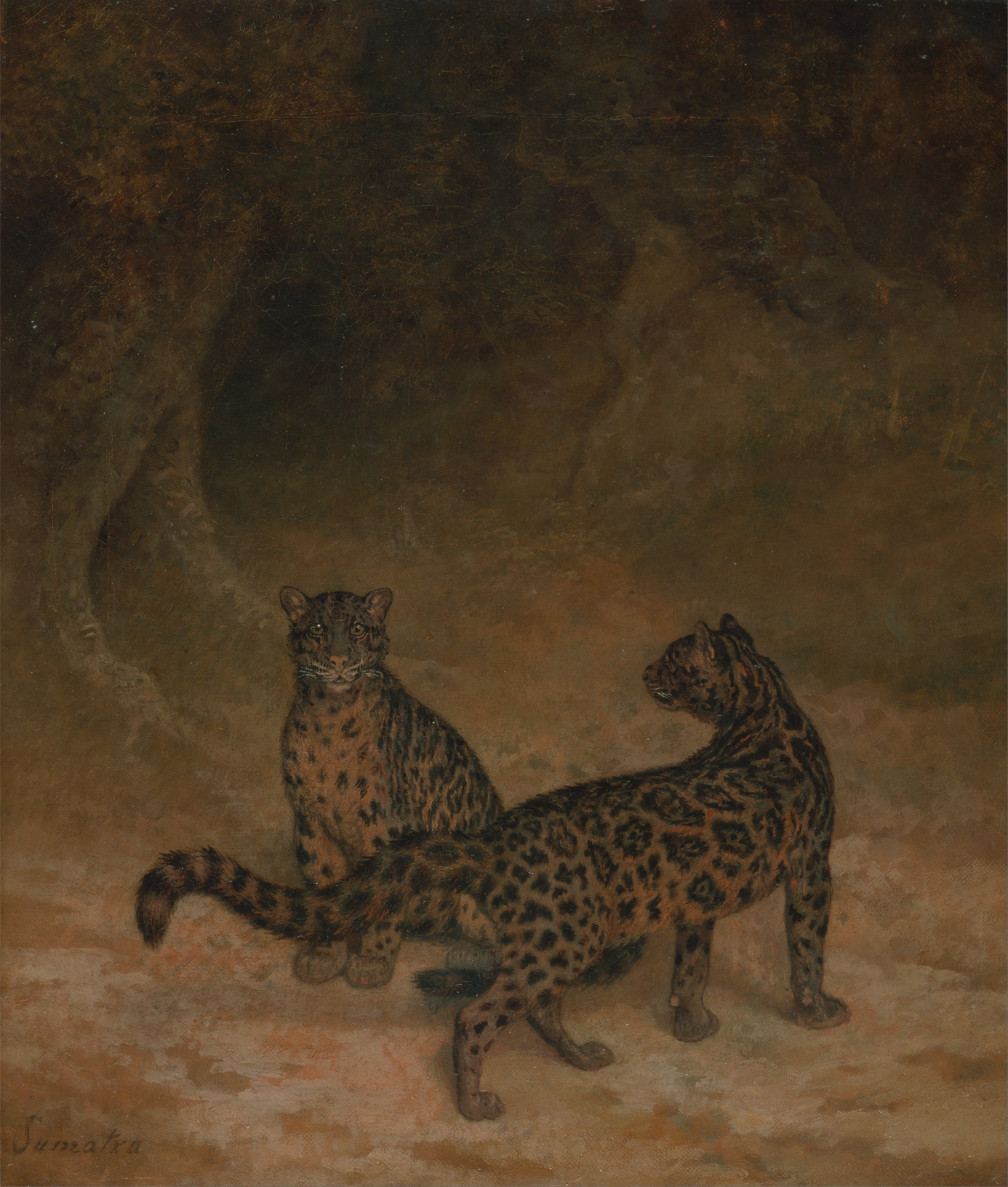
Levharti Diardovi na malbě z roku 1825

Levhart Diardův (Neofelis diardi), také pardál Diardův a pardál ostrovní je kočkovitá šelma z podčeledi Pantherinae (velké kočky) a rodu Neofelis. Byl popsán francouzským přírodovědcem Georgesem Cuvierem v roce 1823. Dříve byl řazen do stejného taxonu s levhartem obláčkovým (jako jeho poddruh), ale na základě genetických testů byl v roce 2006 klasifikován jako samostatný druh. Žije na Borneu, Sumatře a možná i na malých ostrovech Batu. Dělí se na dva poddruhy: Neofelis diardi borneensis a Neofelis diardi diardi, které se liší především stavbou lebky.
Jde o podsaditou, ale zároveň hbitou šelmu s charakteristickou „obláčkovitou“ kresbou. Typické jsou pro něj prodloužené špičáky, relativně nejdelší ze všech kočkovitých šelem. Nohy má spíše kratší. Ocas je mohutný a dosahuje téměř takové délky jako tělo. Hmotnost dospělých jedinců se nejčastěji pohybuje mezi 11 až 25 kg; velmi výrazný je přitom pohlavní dimorfismus, kdy samci dorůstají podstatně větších rozměrů než samice. Jeho habitat tvoří tropické lesy různých typů. Jde nejspíše o samotářské zvíře s převážně noční a soumračnou aktivitou. Živí se malými až středně velkými savci, jako jsou muntžaci, kančilové, sambaři, prasata vousatá, opice a dikobrazi, jídelníček si doplňuje ptáky a rybami. Výjimečně napadá i domácí zvířata. Rozmnožuje se obvykle jedenkrát za rok, dožívá se v průměru 11 let. Počet volně žijících dospělých jedinců se odhaduje na 4500 a druh je podle norem IUCN veden jako zranitelný. Hlavní hrozbou pro něj je ztráta biotopu především v důsledku odlesňování, následovaná pytláctvím spojeným s nelegálním obchodem s částmi těl mrtvých zvířat.

## Taxonomie, nomenklatura
Levharta Diardova popsal francouzský přírodovědec Georges Cuvier v roce 1823. Nazval ho vědeckým jménem Felis diardi podle svého žáka a kolegy, přírodovědce a objevitele Pierra-Médarda Diarda. Levhart Diardův byl dlouhou dobu považován za poddruh nebo regionální formu levharta obláčkového, obvykle byl uváděn pod vědeckým názvem Neofelis nebulosa diardi. Až několik studií z let 2006 až 2011 přineslo jasné a respektované vydělení šelmy do samostatného druhu. Levhart Diardův, česky nazývaný též pardál ostrovní či pardál Diardův, se od kontinentálního levharta obláčkového liší geneticky, morfologicky a barvou srsti. Vzájemná druhová odlišnost je minimálně taková jako mezi jednotlivými druhy v rámci sesterského rodu Panthera.
Rod Neofelis tvoří bazální klad všech kočkovitých, neboli jeho evoluční linie se od dalších druhů vydělila nejdříve, a to asi před 6 miliony lety. Výzkumy potvrdily, že oba druhy rodu Neofelis se navzájem oddělily před 1,4 až 2,9 miliony lety. Levhart Diardův zřejmě pochází ze Sumatry, odkud se dostal na Borneo a Jávu. Na Jávě vyhynul někdy během holocénu. V současnosti zahrnuje dva poddruhy (subspecie) nazývané Neofelis diardi diardi (levhart Diardův sumaterský či pardál ostrovní sumaterský) a Neofelis diardi borneensis (levhart Diardův bornejský či pardál ostrovní bornejský), které divergovaly před 400 až 120 tisíci lety. Subspecie se liší především znaky na lebce, zubech a čelistech. Zatím jen provizorně určené jsou i určité rozdíly ve zbarvení. Bornejský poddruh vykazuje podstatně větší genetickou diverzitu než sumaterský, což může souviset s Tobskou katastrofou před 73,5 tisíci lety, jež zřejmě přivedla sumaterský poddruh na pokraj vyhynutí.
Vědecká synonyma pro levharta Diardova jsou Felis diardii, Felis macrocelis, Felis marmota, Neofelis nebulosa diardi. V malajštině a indonéštině je nazýván harimau akra, harimau dahan, harimau dan, macan dahan nebo machan dahan, v jazyku iban (část Malajsie, Brunej) se mu říká engkuli.

## Popis
Levhart Diardův je středně velká podsaditá kočkovitá šelma. Nohy má relativně krátké, tlapy široké. Klouby umožňují natáčet zápěstí a prsty tak, aby objaly kmen stromů po straně a tím umožnily pohyb hlavou dolů, což dokáže jen několik druhů kočkovitých šelem. Srst má šedavě hnědou barvu a na břiše je výrazně světlejší. Obecně je tmavěji a více do šeda zbarvena než u levharta obláčkového. Obláčky (rozety, skvrny) tvoří dvě až tři řady na každém boku. Dosahují poněkud menších rozměrů než u většiny levhartů obláčkových, ale jsou tmavší s velkým množstvím skvrnek uvnitř. Na zadní části krku a na hřbetě má levhart Diardův dvojitý tmavý pruh, který se nicméně může rozpadat do skvrn. Ocas je velmi dlouhý (cca 55 až 91 cm, což činí 76–88 % délky těla), hustě osrstěný (především u samic) a posetý velkými tmavými skvrnami. Tělo bez ocasu měří na délku 69 až 108 cm. Hmotnost dospělých jedinců se obvykle pohybuje mezi 11 až 25 kg, přičemž rekordní jedinci mohou být zřejmě až 30 kg těžcí. Velmi výrazný je přitom pohlavní dimorfismus, kdy samci jsou často i dvakrát těžší než samice. V letech 2008 až 2014 bylo na Borneu odchyceno a změřeno 12 dospělých divokých pardálů. Samice vážily od 9,1 (starší samice se zlomenými dolními špičáky) do 18 kg, samci od 15 do 25,2 kg. Průměrně dosahují samice váhy mírně přes 12 kg, samci pak okolo 24 kg.

### Stavba lebky
Další odlišností oproti levhartu obláčkovému je stavba lebky, čelistí a chrupu. Levhart Diardův má delší horní špičáky (o 2–6 mm), silnější 4. premoláry (třenové zuby), naopak slabší 3. premoláry, užší přední část čelisti, relativně vyšší a širší lebku (v poměru k délce) a rozdílné některé další charakteristiky. Kondylobazální délka lebky (vzdálenost mezi nejpřednějším okrajem mezičelisti a nejzadnějším výběžkem týlních hrbolků) samců měří asi 157 mm (± 10 mm) a samic přibližně 129 mm (± 4 mm). Délka lebky typového exempláře byla 161,4 mm. Korunková délka horních špičáků (v zásadě část vyčnívající z dásně), dosahuje u samců asi 38 mm (u rekordních jedinců však tato hodnota může přesahovat 40 mm) a u samic asi 30 mm. Typový exemplář disponoval 32,8 mm dlouhými špičáky, tedy relativně krátkými. Důvodem byly opotřebené konce, které celkovou délku o nejméně 5 mm zkracovaly. V poměru k délce lebky a těla má levhart Diardův největší špičáky mezi kočkovitými šelmami. Jistou zvláštností je jejich mírně zploštělý tvar. Celkově má stavbu lebky a chrupu ze všech současných druhů kočkovitých šelem nejvíce podobnou vyhynulým šavlozubým kočkovitým šelmám.

## Výskyt, populace
Levhart Diardův se vyskytuje na ostrovech Sumatra a Borneo (státy Indonésie, Malajsie a Brunej), přičemž není známo, jestli žije i na malých ostrovech Batu poblíž Sumatry. Fosílie existují i z Jávy, ale v současné době zde tato šelma nežije. Odhad maximální rozlohy areálu výskytu na Borneu činí 378 900 km2. Analýza dat pro Sumatru předpokládá území o rozloze maximálně 73 000 km2 a tedy celkový územní rozsah, kde levhart Diardův žije, činí maximálně 451 900 km2. Tyto odhady jsou spíše optimistické a zahrnují data z roku 2010, případně o něco starší. Předpokládá se, že rozsah šelmou obyvatelného teritoria se především od roku 2010 zmenšuje v důsledku pokračujícího odlesňování. Populační hustota je poměrně nízká a kolísá od 0,7 po 4,4 jedinců na 100 km2. Celkový počet dospělých jedinců je odhadován na přibližně 4500 zvířat, přičemž asi 3800 žije na Borneu a 730 na Sumatře.

## Ekologie, chování

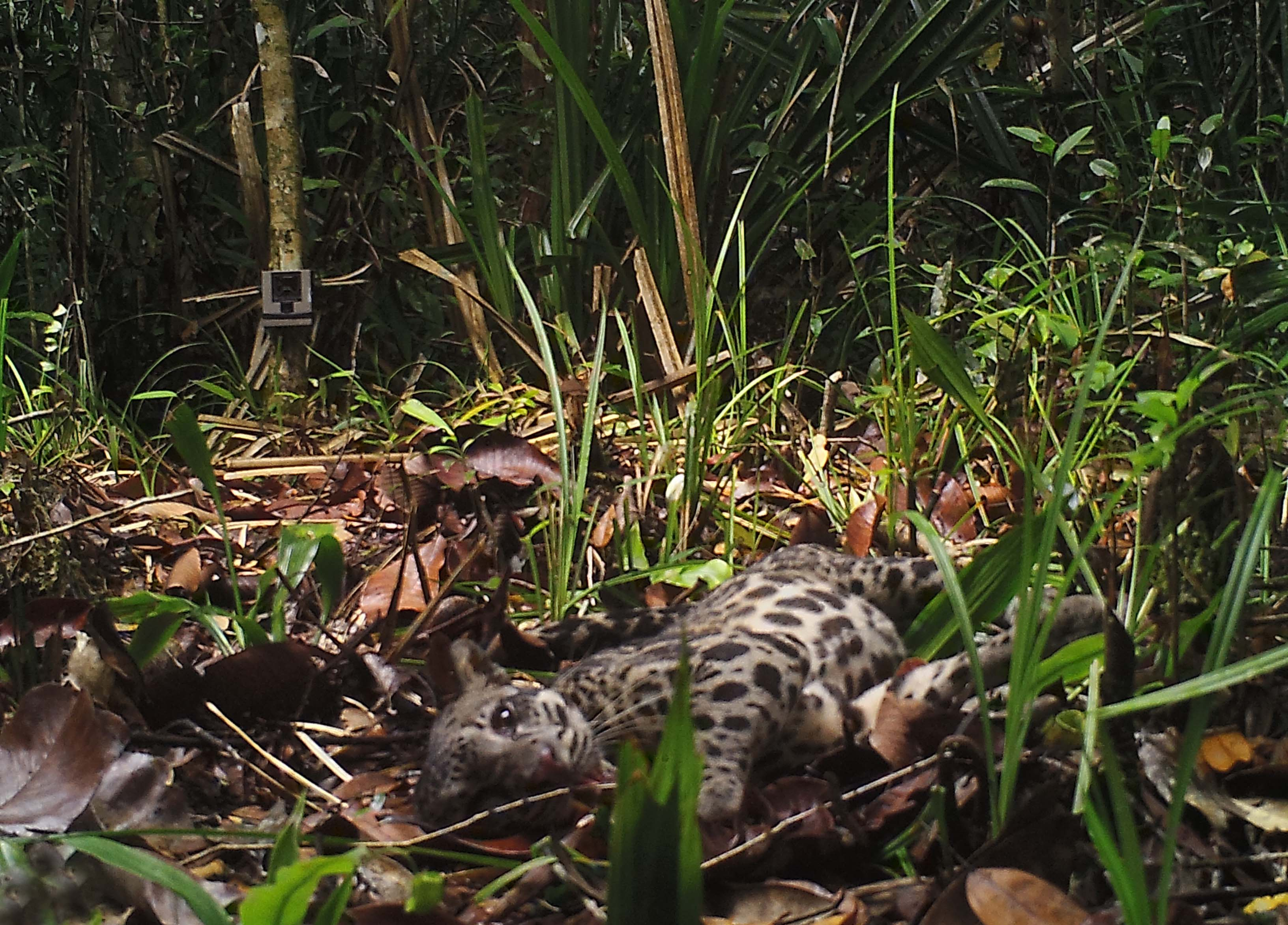
Levhart Diardův ležící u fotopasti

Život levharta Diardova ve volné přírodě není příliš dobře zmapován, tudíž k mnoha aspektům jeho chování chybějí přesné informace. Obecně jde o poměrně adaptabilní zvíře, které žije v rozličných nadmořských výškách a to minimálně do 1850 m. Co se týče biotopu, jedná se o živočicha závislého na lese. Byl zaznamenán v relativně nenarušených tropických lesích různých typů i v lesích sekundárních případně těžených, čili umí se vypořádat i s určitým stupněm vyrušování ze strany člověka a jeho aktivit. Lidmi vysazované plantáže palem olejných však neobývá, nicméně migrovat přes ně asi dokáže.
Jde zřejmě o samotářskou šelmu. Některá dřívější pozorování naznačovala život v párech. Dokáže sice skvěle šplhat po stromech, ale většinou se pohybuje po zemi. Dříve se předpokládal jednoznačně noční způsob života, ale novější pozorování ukazují, že zvíře může být činné i za svítání či soumraku a méně často i během dne. Nejnižší aktivitu vykazuje okolo poledne. Panují dohady, podle nichž je sumaterský poddruh více stromový než bornejský a to kvůli přítomnosti tygra na ostrově. Podle výzkumů v oblasti Sabahu a Sarawaku (malajská část Bornea) využívá levhart stromy k odpočinku během dne. Důvodem může být i snaha vyhnout se na zemi se vyskytujícím pijavicím.

### Teritorium

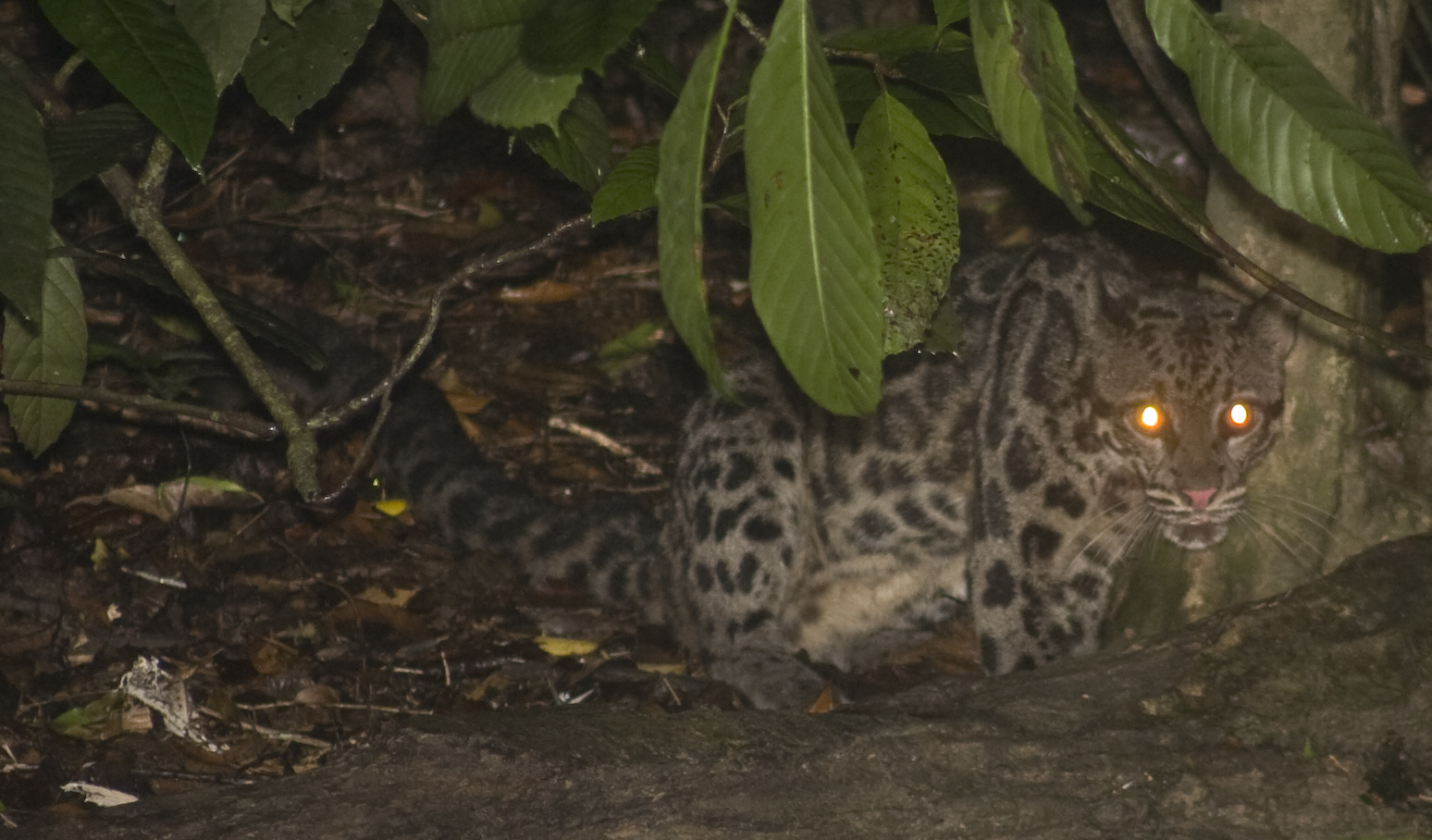
Levhart Diardův schovaný v podrostu

K rozměrům teritoria jednotlivých levhartů existuje málo přesných dat. Samice, která byla opatřena sledovacím zařízením v oblasti Sabahu (severní Borneo) se během 109 dnů pohybovala na území 16,1 km2, přičemž jádro tvořil okrsek o ploše 5,4 km2. Plocha území samců odhadnutá z fotopastí přesahovala 45 km2, přičemž mohla dosáhnout až 112 km2.

### Komunikace
Výzkum publikovaný v roce 2016 ukázal, že levhart Diardův používá nejméně 10 různých způsobů vnitrodruhové komunikace. Stejně širokou komunikační škálou disponují tygři, téměř identické způsoby mají i levharti, gepardi, pumy a irbisové. Jde o rozhrabávání půdy zadníma nohama, značkování močí a trusem, tření o strom tváří, drásání kůry stromů drápy, válení se po zemi, tření a omotávání stromů ocasem, volání, očichávání a flémování (přenos pachů do Jacobsonova orgánu). Značnou komunikační aktivitu vyvíjejí především samci.

### Potrava
Levhart Diardův je masožravec a predátor. K jeho potravním návykům není k dispozici dostatek dat. Podle různých pozorování se živí poměrně širokou škálou malých a středně velkých zvířat, jako jsou sambaři, muntžaci, kančilové, prasata vousatá, různé druhy primátů (hulmani, makakové, kahauové nosatí, mláďata orangutanů), oviječi skvrnití, dikobrazi, ptáci a ryby. Napadá i domácí zvířata, především drůbež, kozy, prasata a psy, ale nejde o jeho běžnou kořist. Na kořist útočí jak na zemi, tak z korun stromů. Útočí ze zálohy, používá metodu skoku z úkrytu a krátkého prudkého sprintu, pokud to je nutné. Někdy si zabité zvíře vytahuje na stromy, aby je ochránil před mrchožrouty.  Mladý samec držený v zajetí v Sarawaku ve 30. letech 20. století odmítal konzumovat maso zabitých zvířat. Byl tedy krmen živými kuřaty, jimž po usmrcení pečlivě vytrhával peří a opicemi, jimž jazykem odstraňoval srst. Podle některých pozorování se zdá, že svou kořist často zabíjí prokousnutím šíje. Výzkum provedený v Národním parku Gunung Pueh (Sarawak) publikovaný v roce 2018 naznačuje, že hlavní kořistí v této oblasti jsou muntžaci (Muntiacus muntjak). Levhart při lovu nespoléhá jen na zrak a sluch, ale využívá i čich.

### Rozmnožování
K rozmnožování levharta Diardova ve volné přírodě chybějí údaje. Některá data však existují ze zajetí, přičemž část informací je odvozena na základě pozorování rozmnožování levharta obláčkového. Samci levhartů Diardových někdy projevují vůči samicím zvýšenou agresivitu a občas je dokonce zabíjejí, což se týká především párů, které se poznají až v pozdějším věku. Proto je třeba v zajetí chovné páry seznámit již v raném věku. K páření dochází kdykoliv během roku, častěji však v období od prosince do března. Doba březosti trvá 85 až 95 dní. Poté samice porodí 1 až 5 mláďat, nejčastěji to jsou 2. Ta se osamostatňují po zhruba 10 měsících věku a přibližně ve dvou letech se začínají sama rozmnožovat. Interval mezi jednotlivými vrhy bývá přibližně 1 rok. Průměrná doba dožití dospělců ve volné přírodě se odhaduje na 11 let, ve výjimečných případech to může být až 17 let.

## Hrozby, vztah s lidmi

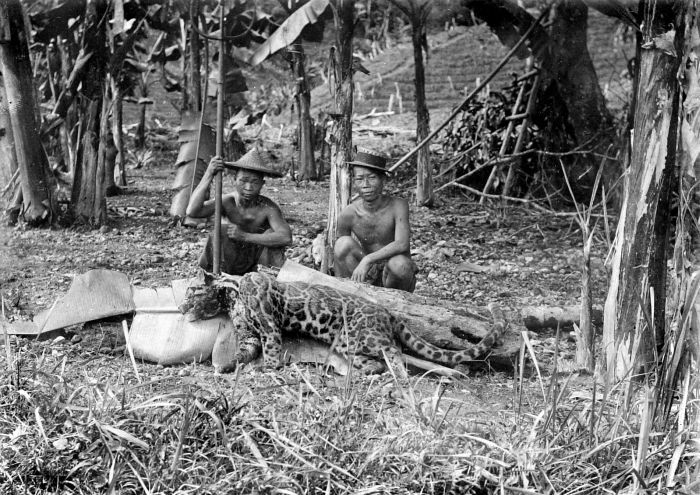
Lidmi usmrcený levhart Diardův (Sumatra, první čtvrtina 20. století)

Hlavní hrozbou pro existenci levharta Diardova je odlesňování v důsledku těžby dřeva a kvůli vysazování palem olejných. Především na Borneu představuje deforestace zásadní problém, jak z hlediska celkové plošné ztráty biotopu, tak kvůli jeho fragmentaci. Ta má totiž za následek rozdělení jednotlivých populací a tím snížení genové variability se všemi negativními důsledky z toho plynoucími (například vyšší náchylnost k nemocem).
Druhým zásadním problémem je pytláctví. Nejde jen o přímé zabíjení levhartů (obvyklou metodou je chytání do ok) a následný prodej částí jejich těl, ale negativní vliv má i rozsáhlý lov různých jiných zvířat, která mnohdy tvoří levhartí kořist. Asi polovina živočichů, které šelma loví, je IUCN hodnocena jako „zranitelná“ nebo „ohrožená“. Menší hrozbou dokáží být i další lidské aktivity, například silniční provoz, který má za následek občasná úmrtí.
V minulosti byl levhart Diardův loven různými domorodými etniky na Borneu, především kvůli zisku trofejí v podobě zubů (náušnice) a kůže (ceremoniální oblečení, ozdoba sedaček). V průběhu 20. století však tato činnost slábla a v 80. letech 20. století téměř ustala.
Neexistují žádné věrohodné zprávy o tom, že by levhart Diardův usmrtil člověka. V sebeobraně nebo ve stresu je nicméně schopen na lidi zaútočit a poranit je.

### Obchod
Levhart Diardův je podobně jako levhart obláčkový předmětem legálního i nelegálního obchodu. Ten se týká kůží (pro ozdobu, na výrobu bubnů), částí těl (pro orientální medicínu, na jídlo) a živých zvířat (na chov). Podle údajů zpracovaných CITES (Úmluva o mezinárodním obchodu s ohroženými druhy volně žijících živočichů a rostlin), které jsou však s velkou pravděpodobností neúplné, bylo v letech 1975 až 2013 legálně obchodováno s 212 živými levharty rodu Neofelis bez rozlišení druhu resp. poddruhu. Šelmy byly vyvezeny z 20 zemí, v 15 z nich však vůbec nežijí ve volné přírodě. Největším obchodníkem živých zvířat byly v uvedených letech Spojené státy americké (61 zvířat), následované Čínou (37 zvířat) a Tchaj-wanem. Malajsie vyvezla dva jedince. Indonésie ani Brunej, tedy další státy, kde žije levhart Diardův, se do oficiálního legálního obchodu ve sledovaných letech vůbec nezapojily. Jednoznačně největším dovozcem pak bylo Japonsko (131 zvířat). Do ilegálního obchodu, který je daleko hůře podchytitelný, se zapojují především země východní a jihovýchodní Asie. Většina zvířat nebo jejich částí přitom míří do Číny.

## Ochrana
Oba levharti rodu Neofelis jsou vedeni v Příloze I CITES, což znamená, že obchod s nimi je možný jen za velmi specifických podmínek. Všechny země, kde pardálové žijí, se k úmluvě připojily. Mezinárodní svaz ochrany přírody hodnotí levharta Diardova jako zranitelný druh. Na všech územích svého výskytu je šelma oficiálně pod plnou ochranou úřadů. V malajské části Bornea může být zabita jen v sebeobraně. K takovým incidentům však dochází vzácně, což naznačil průzkum provedený v Sarawaku v letech 2013 až 2016.
Celkově je druh v porovnání s ostatními velkými kočkami velmi málo prozkoumán a v současnosti (2016 až 2019) probíhají terénní výzkumy v Sabahu, jež mají pomoci objasnit ekologii a chování této šelmy, aby bylo možno přijmout lepší ochranná opatření.